# Moussa Diaby
Moussa Diaby (n. 7 iulie 1999, Paris, Île-de-France, Franța) este un fotbalist francez, care joacă pe post de mijlocaș lateral la Al-Ittihad în Liga Profesionistă din Arabia Saudită. Pe plan internațional, are prezențe la națională pentru Franța U20⁠(d), Franța U18⁠(d), Franța U19⁠(d), Franța U21⁠(d) și Franța.

## Cariera la cluburile de fotbal

### Paris Saint-Germain
Diaby este un produs al Academiei de Tineret a lui Paris Saint-Germain. S-a alăturat clubului când avea 13 ani și a început să joace pentru echipa B în 2017. Diaby a fost beneficiarul Titi d'Or 2016 ca cel mai promițător și cel mai bun talent din academia lui Paris Saint-Germain.

#### Împrumut la Crotone
Diaby a fost împrumutat la FC Crotone pentru a doua jumătate a sezonului 2017-2018 din Serie A.  Și-a făcut debutul profesionist pe 14 aprilie 2018 într-un meci din Serie A cu Genoa. L-a înlocuit pe Marcello Trotta după 84 de minute într-o înfrângere cu 1-0 în deplasare.  Avea să mai facă o apariție în prima echipă pentru Crotone în remiza lor 1–1 împotriva eventualilor campioni Juventus, pe 18 aprilie. 

#### Revenire la PSG
Pe 14 septembrie 2018, Diaby, care l-a înlocuit pe Lassana Diarra la pauză, a marcat pentru PSG în minutul 86, într-o victorie cu 4-0 împotriva lui AS Saint-Étienne.  Diaby a devenit cel de-al 124-lea absolvent al academiei care joacă pentru echipa de seniori.
A continuat să facă 25 de apariții în Ligue 1 în sezonul 2018–19, marcând de patru ori în toate competițiile și realizând o medie de asistență la fiecare 190 de minute în timpul apărării de succes a titlului clubului. 

### Bayer Leverkusen
Pe 14 iunie 2019, s-a anunțat că Diaby se va alătura lui Bayer Leverkusen pe un contract de cinci ani.  Diaby a marcat primul său gol în Bundesliga pentru Leverkusen în primul său meci ca titular, pe 23 noiembrie 2019, în remiza clubului 1–1 cu SC Freiburg.  
Diaby a marcat cel de-al treilea gol al lui Leverkusen în victoria asupra lui 1. FC Union Berlin în sferturile de finală ale DFB-Pokal pe 4 martie 2020.  În runda următoare, pe 9 iunie 2020, Diaby a marcat primul gol în victoria lui Leverkusen cu 3-0 împotriva echipei din divizia a patra 1. FC Saarbrücken pentru a își asigura un loc în finala DFB-Pokal 2020.  Pe 21 august 2021, a marcat în Bundesliga împotriva lui Borussia Mönchengladbach și a fost primul său gol al sezonului. A reușit să înscrie 9 goluri și a oferit 8 pase decisive în sezonul 2022-23. 

### Aston Villa
Pe 22 iulie 2023, Diaby s-a alăturat lui Aston Villa din Premier League pentru o sumă nedezvăluită, respingând plecarea în Liga Profesionistă din Arabia Saudită, care s-a raportat că ar fi fost o vânzare record al clubului de 51,9 milioane de lire sterline,  reunindu-se cu fostul său antrenor de la PSG, Unai Emery.  Pe 27 iulie, Diaby a marcat la câteva minute după ce a intrat ca înlocuitor într-o victorie de pre-sezon cu 2-0 împotriva lui Fulham în Premier League Summer Series din Statele Unite.  Pe 12 august, a marcat un gol la debutul său în Premier League într-o înfrângere cu 5-1 în deplasare împotriva lui Newcastle United. 

## Cariera internațională

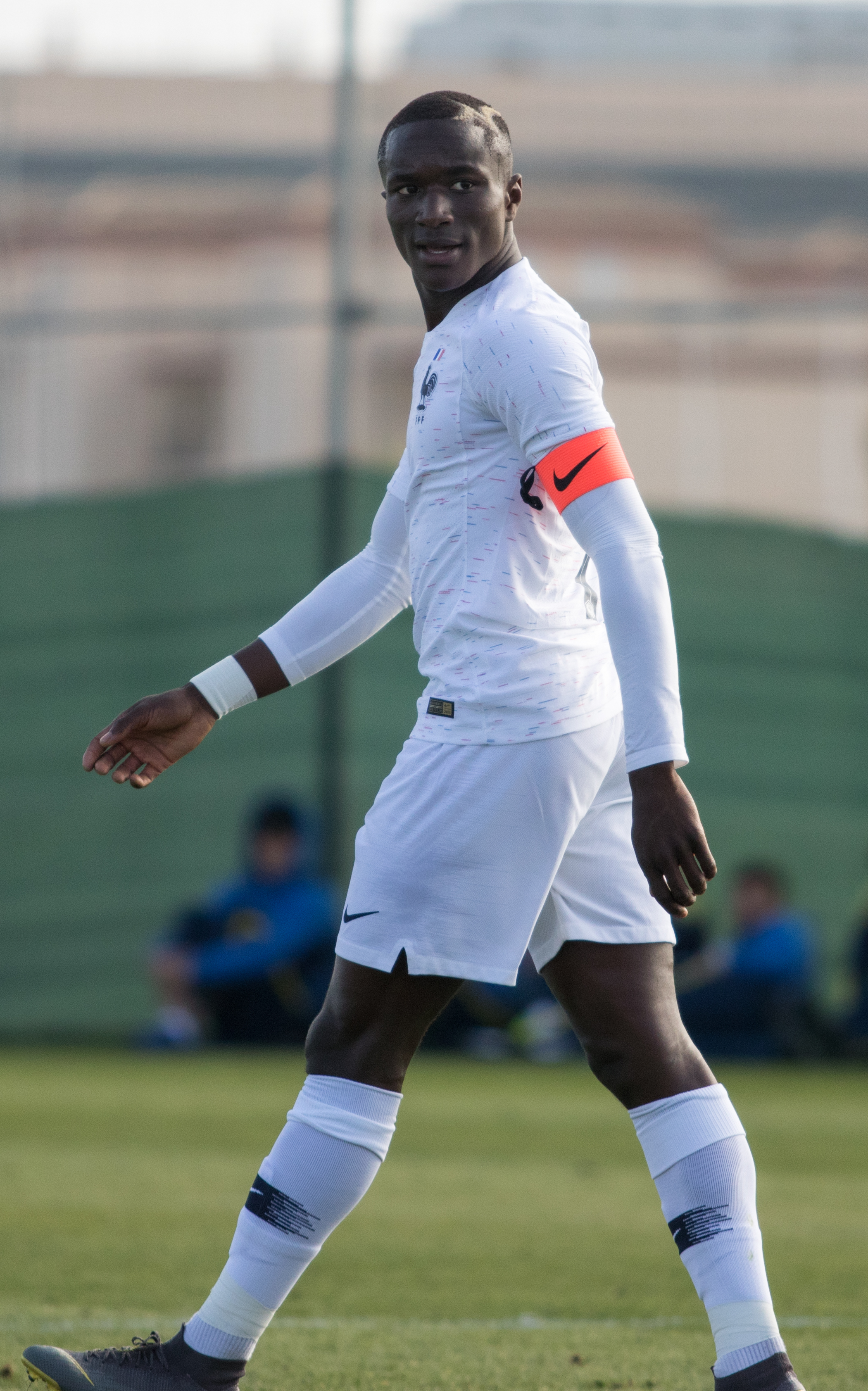
Diaby jucând pentru Franța U-20

Diaby a reprezentat naționala Franței la nivelurile U18, U19, U20 și U21.
A produs un gol și a oferit trei pase decisive la Campionatul European U19 din 2018, câștigând un loc în echipa turneului. În vara următoare, a marcat un gol și a mai asistat de două ori în patru meciuri la Cupa Mondială FIFA U20 2019, unde Franța a fost eliminată în optimile de finală.  
Pe 26 august 2021, a primit primul său apel la echipa de seniori a Franței.  Și-a făcut debutul pe 1 septembrie 2021 în meciul de calificare la Cupa Mondială FIFA 2022 împotriva Bosniei și Herțegovinei, înlocuindu-l pe Kylian Mbappé în ultimul minut al meciului.

## Viața personală
Diaby sa născut la Paris, Franța și are naționalitate franceză.  Este de origine maliană. 

## Palmares
Paris Saint-Germain
- Ligue 1: 2018–19 [20]
- Trophée des Champions: 2018 [21]

Franța
- Liga Națiunilor UEFA: 2020–21 [22]

Individual
- Titi d'Or: 2016 [4]
- Echipa turneului din Campionatul European de fotbal Sub-19: 2018 [23]
- Echipa sezonului din Bundesliga: 2022–23 [24]